# Mieruko-chan
Mieruko-chan (見える子ちゃん "Cô bé có thể nhìn thấy") là một bộ manga hài kinh dị do tác giả Izumi Tomoki viết và minh họa. Bộ truyện được đăng trên trang truyện kĩ thuật số ComicWalker của Kadokawa từ tháng 8 năm 2018 và đã được xuất bản thành mười hai tập tankōbon từ năm 2019. Phiên bản chuyển thể anime do xưởng phim Passione sản xuất lên sóng truyền hình vào ngày 3 tháng 10 năm 2021. Tại Việt Nam, anime được công chiếu trên kênh YouTube Muse Việt Nam dưới nhan đề Mierukochan - Cô gái có thể nhìn thấy "chúng".

## Nội dung
Yotsuya Miko là một nữ sinh trung học sở hữu khả năng nhìn thấy những sinh vật kì lạ và vong hồn mà người khác không thấy được. Chúng luôn hiện hình khắp mọi nơi bất kể là trong nhà hay bên ngoài. Mỗi khi nhìn thấy chúng dù trong thâm tâm sợ hãi, Miko vẫn không mất bình tĩnh hay phản ứng thái quá. Cô đành chịu đựng và phớt lờ chúng để sống một cuộc đời học đường bình yên.

## Nhân vật
Yotsuya Miko (四谷 みこ)
Lồng tiếng bởi: Amamiya Sora
Nhân vật chính của câu chuyện đột nhiên có khả năng nhìn thấy vong hồn mà không rõ lý do. Để giữ cuộc sống hàng ngày luôn bình thường, cô giả vờ như không nhìn thấy chúng cũng như cố ngăn cản người bạn thân nhất của mình, Hana gặp chuyện nguy hiểm vì mình.
Yurikawa Hana (百合川 ハナ)
Lồng tiếng bởi: Hondo Kaede
Người bạn thân nhất của Miko, người không biết gì về tình hình hiện tại của Miko. Cô là một người phàm ăn. Dẫu vậy, việc đó khiến cô làm tăng hào quang xung quanh cơ thể mình, khiến các vong hồn bị thu hút và quây quần quanh cô.
Niguredō Yuria (二暮堂 ユリア)
Lồng tiếng bởi: Sakura Ayane
Bạn cùng trường với Miko và Hana, người cũng giống Miko, có khả năng nhìn thấy vong hồn nhưng chỉ có thể thấy những vong hồn có hình dạng bé tí, chính vì thế nên cô khá là tự cao nhưng điều đó dẫn đến cô không có nhiều bạn vì mọi người nghĩ cô quái dị. Cô rất thích một thầy bói địa phương và cực kỳ thất vọng khi nó bị đóng cửa.
Tōno Zen (遠野 善)
Lồng tiếng bởi: Nakamura Yuichi
Một giáo viên tạm thời thay thế giáo viên chủ nhiệm có bầu của Miko và Hana. Miko nghi ngờ giáo viên này là kẻ đánh đập và giết mèo hoang. Nhưng sau đó nó được tiết lộ là anh chăm sóc mèo do một sự cố thời thơ ấu của anh, do mối quan hệ không tốt với mẹ mình.
Yotsuya Kyōsuke (四谷 恭介)
Lồng tiếng bởi: Hanamori Yumiri
Em trai của Miko, người quyết tâm bảo vệ cô trong khi không biết tình hình hiện tại của Miko.
Yotsuya Tōko (四谷 透子)
Lồng tiếng bởi: Nabatame Hitomi
Mẹ của Miko và Kyosuke.
Yotsuya Mamoru (四谷 真守)
Lồng tiếng bởi: Toriumi Kōsuke
Bố của Miko và Kyosuke, người đã chết trước các sự kiện của câu chuyện nhưng đầu câu chuyện ông vẫn xuất hiện trước mặt Miko cùng với gia đình một cách vô tư và thoải mái làm người xem hiểu lầm là còn sống. Ông vẫn làm hồn ma chỉ có Miko thấy.
Takeda Mitsue (タケダ ミツエ) / God Mother (ゴッドマザー Goddo Mazā)
Lồng tiếng bởi: Tani Ikuko
Một thầy bói điều hoành một cơ sở tâm linh mà Yuria thường xuyên lui tới khi nó mở cửa. Bà từ bỏ công việc kinh doanh và về quê sống sau khi Miko đến xem nhưng tò mò về sức mạnh tâm linh của cô.

## Truyền thông

### Manga
Mieruko-chan do tác giả Izumi Tomoki viết và minh họa. Bộ manga được đăng trang đọc truyện trực tuyến ComicWalker của Kadokawa kể từ tháng 11 năm 2018. Kadokawa Shoten đã xuất bản bộ truyện thành mười hai tập tankōbon, tập đầu tiên được phát hành từ tháng 4 năm 2019. Yen Press phát hành bản tiếng Anh của truyện kể từ tháng 11 năm 2020.

#### Các tập truyện
| #  | Ngày phát hành Tiếng Nhật | ISBN Tiếng Nhật   |
| -- | ------------------------- | ----------------- |
| 1  | 22 tháng 4, 2019          | 978-4-04-065658-8 |
| 2  | 21 tháng 10, 2019         | 978-4-04-064092-1 |
| 3  | 21 tháng 3, 2020          | 978-4-04-064498-1 |
| 4  | 23 tháng 9, 2020          | 978-4-04-064898-9 |
| 5  | 22 tháng 3, 2021          | 978-4-04-680257-6 |
| 6  | 22 tháng 10, 2021         | 978-4-04-680715-1 |
| 7  | 22 tháng 3, 2022          | 978-4-04-681219-3 |
| 8  | 21 tháng 10, 2022         | 978-4-04-681772-3 |
| 9  | 23 tháng 5, 2023          | 978-4-04-682240-6 |
| 10 | 22 tháng 2, 2024          | 978-4-04-682879-8 |
| 11 | 23 tháng 10, 2024         | 978-4-04-683993-0 |
| 12 | 22 tháng 3, 2025          | 978-4-04-684470-5 |

### Anime
Phiên bản anime chuyển thể lần đầu được công bố vào tháng 3 năm 2021. Anime được sản xuất bởi xưởng phim Passione, do Ogawa Yuki đạo điễn và Majima Takahiro làm trợ lý đạo diễn, Ihara Kenta giám sát và viết kịch bản. Kadekaru Chikasu thiết kế nhân vật đồng thời là trưởng đạo diễn hoạt họa, Uno Makoto thiết kế các sinh vật, còn Utatane Kana phụ trách sáng tác nhạc nền. Diễn viên lồng tiếng Amamiya Sora trình bày bài hát mở đầu là "Mienai Kara ne!?" (見えないからね!?), cũng như bài hát kết thúc "Mita na? Mita yo ne?? Miteru yo ne???" (ミタナ？ ミタヨネ?? ミテルヨネ???).
Bộ anime được phát sóng vào ngày 3 tháng 10 năm 2021 trên AT-X và các kênh truyền hình khác tại Nhật Bản. Funimation được cấp phép công chiếu anime bên ngoài khu vực Châu Á. Muse Communication phát hành anime tại khu vực Nam Á và Đông Nam Á, với phụ đề tiếng Việt được đăng tải trên kênh YouTube Muse Việt Nam.

#### Các tập phim
| Số tập | Tên tập phim                                                   | Đạo diễn                                          | Biên kịch   | Ngày phát sóng    |
| ------ | -------------------------------------------------------------- | ------------------------------------------------- | ----------- | ----------------- |
| 1      | "Có nhìn thấy không?" "Mieru?" (見える？)                      | Matsushima Shintarō (Gyorai Eizō)                 | Ihara Kenta | 3 tháng 10, 2021  |
| 2      | "Nhìn rõ quá trời" "Chō mieru" (超見える)                      | Majima Takahiro                                   | Ihara Kenta | 10 tháng 10, 2021 |
| 3      | "Lại nhìn thấy nữa" "Mada mieru" (まだ見える)                  | Kitamura Mitsuki                                  | Ihara Kenta | 17 tháng 10, 2021 |
| 4      | "Quả nhiên là nhìn thấy" "Yappari mieru" (やっぱり見える)      | Kitamura Mitsuki                                  | Ihara Kenta | 24 tháng 10, 2021 |
| 5      | "Tôi cũng nhìn thấy chúng" "Watashi mo mieru" (ワタシも見える) | Matsushima Shintarō (Gyorai Eizō)                 | Ihara Kenta | 31 tháng 10, 2021 |
| 6      | "Nhìn thấy thứ khủng khiếp" "Sugoi no mieru" (スゴいの見える)  | Kitamura Mitsuki                                  | Ihara Kenta | 7 tháng 11, 2021  |
| 7      | "Nhìn thấy phải không?" "Mita?" (見た?)                        | Shintarō Matsushima                               | Ihara Kenta | 14 tháng 11, 2021 |
| 8      | "Thứ có thể nhìn thấy" "Mieteru mono" (見えてるもの)           | Ishiguro Tatsuya                                  | Ihara Kenta | 21 tháng 11, 2021 |
| 9      | "Đã từng thấy" "Mita koto aru" (見たことある)                  | Nakamura Tadashi                                  | Ihara Kenta | 28 tháng 11, 2021 |
| 10     | "Không được nhìn" "Miru na" (見るな)                           | Kitamura Mitsuki, Majima Takahiro, Katō Shun'ichi | Ihara Kenta | 5 tháng 12, 2021  |
| 11     | "Nhìn không?" "Miru?" (見る？)                                 | Matsushima Shintarō, Katō Shun'ichi               | Ihara Kenta | 12 tháng 12, 2021 |
| 12     | "Cô gái có thể nhìn thấy chúng" "Mieruko-chan" (見る？)        | Majima Takahiro, Ishiguro Tatsuya                 | Ihara Kenta | 19 tháng 12, 2021 |

## Đón nhận
Năm 2019, Mieruko-chan giành vị trí thứ 10 trong hạng mục Web Manga thuộc giải thưởng Tsugi ni Kuru Manga Award.
Năm 2020, bộ truyện đứng tại vị trí thứ 9 trong cuộc bình chọn Zenkoku Shotenin ga Eranda Osusume Comic 2020 của Honya Club. Cuộc bình chọn thu kết quả từ việc khảo sát hơn 1000 nhân viên chuyên nghiệp tại các hiệu sách trên toàn Nhật Bản. Truyện cũng được xếp vào vị trí thứ 5 tại giải thưởng Tsutaya Comic Award tổ chức vào cùng năm.